# Мартейн Бок
Мартейн Бок (нід. Martijn Bok; нар. 4 березня 1973) — колишній нідерландський тенісист.
Найвищу одиночну позицію світового рейтингу — 212 місце досяг 22 травня 1995, парну — 204 місце — 16 жовтня 1995 року.
Здобув 1 парний титул.

## Титули Туру
| Легенда               |
| --------------------- |
| Великий шлем (0)      |
| Серія Мастерс ATP (0) |
| Тур ATP (0)           |
| Челленджери (1)       |

### Парний розряд
| Результат | Дата        | Категорія  | Турнір           | Покриття | Партнер     | Суперники                      | Рахунок  |
| --------- | ----------- | ---------- | ---------------- | -------- | ----------- | ------------------------------ | -------- |
| Перемога  | липень 1995 | Челленджер | Севілья, Іспанія | Ґрунт    | Том Ванхудт | Франсіско Монтана Клод Н'Горан | 6–2, 6–2 |